# 天空集團
天空集團有限公司（英語：Sky Group Ltd）是一間泛歐衛星廣播公司，總部設於倫敦，業務遍及英國、愛爾蘭、義大利、德國及奧地利等地。旗下包括天空新聞台和英國天空公司，它也是英國最大收費電視台，擁有超過1000萬用戶。海外業務推展則由設在瑞士的天空國際公司（Sky International AG）負責。

## 歷史
1989年，Astra衛星網絡開始營運，並推出了Astra 1A。天空電視是Astra的第一家客戶。天空也租用了Astra 1A的四個轉發器。隨著Astra在 1991年開始推出更多衛星，天空才得以開始擴大其服務。
1990年11月2日，天空電視公司（Sky Television Limited）和英國衛星廣播公司（British Satellite Broadcasting Limited）採對半持股合併成英國天空廣播公司（British Sky Broadcasting Limited，BSkyB），天空電視入主英國衛星廣播經營，並於12月19日完成變更名稱。
1994年7月1日，公司改組為英國天空廣播集團公司（British Sky Broadcasting Group plc）且分割出子公司承繼「英國天空廣播公司」名稱及業務。10月，股票在倫敦證券交易所上市。11月，亦於紐約證券交易所上市。
1998年，Astra 2A衛星被發射到位於東經 28.2°的新軌道（及其後隨之發射位於東經 28.5°的衛星 Eutelsat's Eurobird 1（現名Eutelsat 28A）），使得該公司能夠提供全新的全數位廣播服務Sky，該服務能夠提供多達數百個電視及無線廣播頻道。天空放棄了由Marcopolo提供的服務後再不擁有它曾經使用過的任何衛星；其使用的Astra衛星由Astra公司管理並有用，而 Eutelsat 28A則屬於Eutelsat公司。
2010年4月30日，宣布終止在紐約證券交易所上市。
2014年7月17日，以4.81億英鎊出售英國獨立電視台（ITV）6.4%股權给英國有線服務商Virgin Media持有者Liberty Global；接著25日，以90億美元代價向21世紀福斯收購義大利天空公司和德國天空公司。11月21日，因應跨足歐洲市場而改為現名。翌年2月5日，底下英國天空廣播公司也更名。
2016年12月16日，天空公司與21世紀福斯達成併購協議，21世紀福斯以117億英鎊（約148亿美元）或每股10.75英鎊代價收購天空公司61%持股。2018年1月23日，英國競爭及市場署（Competition and Markets Authority，CMA）暫行裁定此項交易將造成梅鐸家族過多新聞掌控權、不符公眾利益，除非天空新聞台（Sky News）排除在外或收購後其不受梅鐸家族事業影響。
2018年2月27日，康卡斯特公佈，擬以221億英鎊(約合310億美元)現金；或每股12.5英鎊（14.09美元）收購英國天空公司（Sky），較梅鐸旗下21世紀福斯（Fox）提出每股10.75英鎊提價高16%
2018年7月11日，康卡斯特上調收購英國天空公司（Sky）作價至260億英鎊或每股14.75英鎊。
2018年9月23日，康卡斯特成功以每股17.28英鎊（約22.58美元）或306億英鎊(約合400億美元)現金收購英國天空公司（Sky）61%股權，完成併購后，康卡斯特在全球將擁有約5200萬名客戶的付費電視營運商，令其電視王國延伸至歐洲的英國、意大利、德國。
2018年10月4日，21世紀福斯以151億美元出售持有的英國天空公司（Sky）39.1%股權給康卡斯特。

## 外部連結
- 官方网站